# Plagwitz
Plagwitz – osiedle miasta Lipska w Saksonii w Niemczech. Przynależy do okręgu administracyjnego Südwest.
Graniczy z osiedlami Kleinzschocher, Lindenau i Schleußig.

## Historia

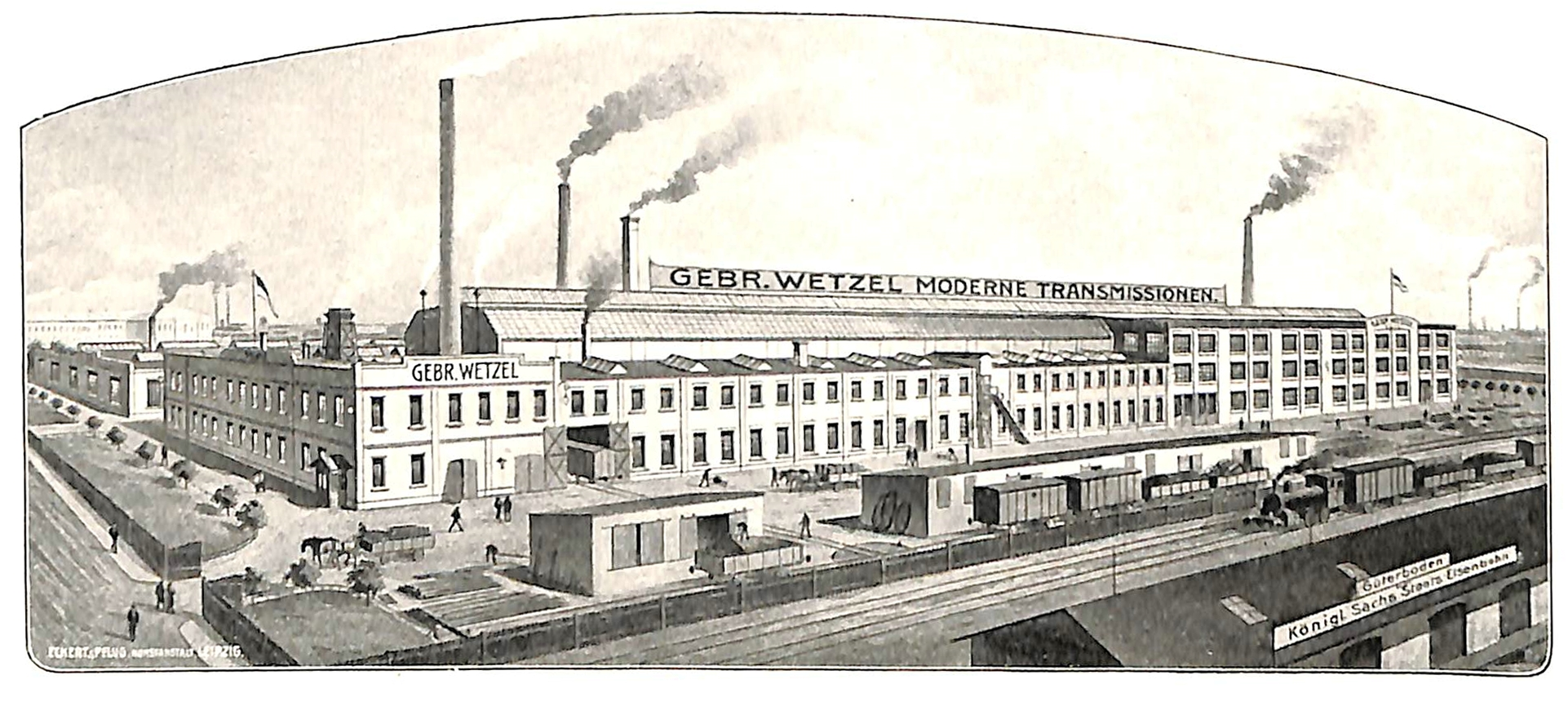
Fabryka maszyn braci Wetzel w 1913 r.

Najstarsza wzmianka o miejscowości Plachtewicz pochodzi z 1412. Do 1562 miejscowość przynależała do biskupstwa Merseburga, po czym przeszła do Elektoratu Saksonii. W latach 1656–1738 leżała w granicach Księstwa Saksonii-Merseburga, w latach 1738–1871 ponownie w granicach elektoratu Saksonii. Od 1871 część Niemiec.
W XIX w. rozwijał się tu przemysł maszynowy i włókienniczy. W 1890 osadę zamieszkiwało już 13 045 osób. W kolejnym roku miejscowość przyłączono do Lipska.